# سفارت اندونزی در اتاوا
سفارت اندونزی در اتاوا (به انگلیسی: Embassy of Indonesia) یک منطقهٔ مسکونی و نمایندگی سیاسی این کشور در کانادا است که در اتاوا واقع شده‌است.